# Allkaj
Allkaj là một xã trong quận Lushnjë thuộc hạt Fier, Albania. Dân số năm 2005 là 5521 người.